# Двадцять центів (Свобода, що сидить)
Двадцять центів (Свобода, що сидить) (англ. Seated Liberty twenty cents) — срібна розмінна монета США, яка карбувалася у 1875-1878 роках.

## Історія
Це єдина монета США номіналом у 20 центів.

## Карбування
Монета карбувалася на монетних дворах Філадельфії, Карсон-Сіті і Сан-Франциско. Позначки монетних дворів розташовувалися під орлом на реверсі.
- Відсутня — монетний двір Філадельфії
- CC — монетний двір Карсон-Сіті
- S — монетний двір Сан-Франциско

## Тираж
| Рік  | Філадельфія    | Карсон-Сіті | Сан-Франциско |
| ---- | -------------- | ----------- | ------------- |
| 1875 | 37 000 (2 790) | 133 290     | 1 155 000     |
| 1876 | 14 640 (1 260) | 10 000      |               |
| 1877 | (350)          |             |               |
| 1878 | (600)          |             |               |

## Опис

### Аверс
На аверсі монети зображено Свободу, що сидить на скелі. У правій руці вона тримає щит, на якому написано «LIBERTY», а в лівій — палицю з надітим на неї фригійським ковпаком, символом свободи і революції. Жінка одягнена в тогу. Під зображенням Свободи знаходиться рік карбування монети. Над нею півколом розташовано 13 зірок. 

### Реверс
На реверсі монети знаходиться білоголовий орлан з розправленими крилами, який тримає в пазурах стріли і оливкову гілку. Над орлом знаходиться напис «UNITED STATES OF AMERICA», під ним позначення номіналу монети «Twenty Cents». Під кігтями орла може розташовуватися буква, що показує на якому з монетних дворів була викарбувана монета. 

## Джерело
- Нумізматичний сайт [Архівовано 19 листопада 2015 у Wayback Machine.]